# George Plater
George Plater, född 8 november 1735 nära Leonardtown, Maryland, död 10 februari 1792 i Annapolis, Maryland, var en amerikansk politiker. Han var ledamot av kontinentalkongressen 1778–1780 och guvernör i delstaten Maryland från 14 november 1791 fram till sin död.
Plater var verksam som plantageägare. Han ärvde sin plantage Sotterley efter fadern, som också hette George Plater. Fadern kallas ibland George Plater II och Plater själv kan särskiljas med III. Även en av hans söner fick namnet George (IV). Idag är plantagen Sotterley ett National Historic Landmark.
Plater tjänstgjorde som marinofficer i Royal Navy, stationerad i Patuxent i Charles County, 1767–1771. I Annapolis fungerade han som ordförande för konventet år 1788 där det beslutades om ratificeringen av USA:s konstitution för Marylands del.
Plater efterträdde 1791 John Eager Howard som guvernör. Efter Platers död i februari 1792 fick Maryland en tillförordnad guvernör, James Brice. Anglikanen Plater avled i ämbetet och gravsattes på en familjekyrkogård i St. Mary's County.